# Пендлтон (Индијана)
Пендлтон (енгл. Pendleton) град је у америчкој савезној држави Индијана.

## Демографија
По попису из 2010. године број становника је 4.253, што је 380 (9,8%) становника више него 2000. године.
| Група             | 2000.         | 2010.         |
| Белци             | 3.794 (98,0%) | 4.083 (96,0%) |
| Афроамериканци    | 15 (0,4%)     | 43 (1,0%)     |
| Азијати           | 18 (0,5%)     | 34 (0,8%)     |
| Хиспаноамериканци | 20 (0,5%)     | 42 (1,0%)     |
| Укупно            | 3.873         | 4.253         |